# بطولة الأمم الست للسيدات 2003
بطولة الأمم الست للسيدات 2003 (بالفرنسية: Tournoi des Six Nations féminin 2003)‏ هو الموسم 8 من بطولة الأمم الست للسيدات. أقيم خلال الفترة من 15 فبراير 2003 وحتى 29 مارس 2003، وفاز فيه منتخب إنجلترا الوطني لاتحاد الرغبي للسيدات.